# Авдотья Павловна
«Авдотья Павловна» — советский фильм 1966 года режиссёра Александра Муратова.

## Сюжет
Директор селекционной станции, считающая антинаучной лысенковское направление в биологии, уезжает обычным агрономом в колхоз, где работает над выведением нового сорта пшеницы на основе гонимой лысенковцами хромосомной теории наследственности, добиваясь убедительных успехов.

## В ролях
- Зинаида Дехтярёва — Авдотья Павловна Белобородова, селекционер, агроном
- Валентина Владимирова — Hина, учитель ботаники, жена директора школы
- Изольда Извицкая — Нюра, подруга Авдотьи
- Иван Дмитриев — Сергей Петрович Шамрай, профессор, старший научный сотрудник селекционной станции
- Николай Гринько — Иван, директор школы, муж учительницы Нины
- Зиновий Гердт — Самуил Яковлевич Горбис, селекционер
- Семён Лихогоденко — председатель колхоза
- Эдуард Бредун — Паша
- Александр Милюков — эпизод
- и другие

## Критика
В рецензии на фильм в журнале «Советский экран» (№ 5, 1967) фильм был назван слабым:

Фрагментарность, поспешность, какая-то удивительная несобранность, неоформленность мыслей, режиссуры, образов — этих недостатков с лихвой хватило бы на то, чтоб фильм как художественное произведение вовсе не состоялся, если б не было в фильме нескольких сцен, составляющих, как принято иногда говорить, его « производственную линию» […] претенциозное построение сюжета, перипетии скучного любовного треугольника, который не может спасти даже отличная игра В. Владимировой— Советский экран, 1967